# Тича (стадіон)
Стадіон Тича (болг. Стадион „Тича“, англ. Ticha Stadium) — багатоцільовий стадіон у Варні, Болгарія, розташований у районі міста Чайка. Наразі стадіон використовується для футбольних матчів і є домашнім майданчиком для команди «Черно Море» (Варна). Він вміщує 12 000 глядачів. Стадіон названий на честь попереднього орендаря клубу, СК «Тича», і попередньої назви річки Камчия, розташованої за 20 кілометрів на південь від центру міста.

## Історія
Стадіон був побудований і добудований в 1935 році за допомогою волонтерів і вболівальників з ініціативи тодішнього президента клубу Володимира Чакарова. Він був реконструйований у 2008 році, коли на північній трибуні були встановлені пластикові сидіння. Подальша реконструкція була розпочата у 2015 році, а у 2016 році клуб отримав 1 млн левів від Міністерства молоді та спорту Болгарії на встановлення прожекторів та світлодіодного табло.
Близькість стадіону до великого бульварного перехрестя та житлових будинків, а також брак місця для паркінгу для вболівальників, змусили клуб переїхати на новий, більший стадіон, будівництво якого планується завершити до кінця 2018 року.